# José Torrubia
José Torrubia (* 1698 in Granada; † 17. April 1761 in Rom) war ein spanischer Franziskaner, Missionar und Pionier der Naturgeschichte und Paläontologie in Spanien.

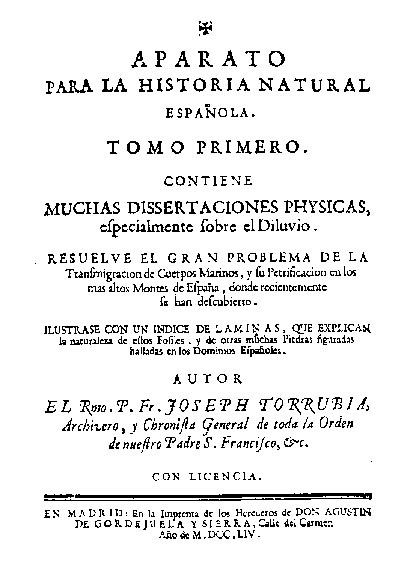
Titelseite des Aparato para la Historia Natural Española. Madrid 1754

Torrubia wurde als Missionar 1721 bis 1733 auf die Philippinen gesandt, wo er ab 1732 Guardian des Klosters von Polo bei Manila war. 1735 kehrte er über Mexiko und Kuba nach Spanien zurück. 1745 bis 1749 bereiste er Mexiko, Guatemala und Honduras. 1750 kehrte er zurück und bereiste Italien und Frankreich, wobei er Kontakte zu Wissenschaftlern knüpfte. Er wollte als Archivar und Chronist des Ordens die Geschichte des Franziskanerordens schreiben und ging deshalb nach Rom, wo er starb.
Neben seiner Missionarstätigkeit befasste er sich mit Naturgeschichte und sammelte Fossilien, die er für Überreste von Lebewesen vor der Sintflut hielt. Seine Veröffentlichung darüber (Aparato para la historia natural Espanola, 1754) ist die erste spanische Abhandlung zur Paläontologie. Darin behandelt er auch die Fossilien von Giganten, aus heutiger Sicht Fossilien von Vorformen des Elefanten, die damals schon häufig in Mexiko gefunden wurden. Er veröffentlichte auch über viele andere Themen wie über die Philippinen, die Chronik seines Ordens und gegen die Freimaurer, was auch ins Deutsche übersetzt wurde.

## Schriften
- Centinela contra los Francs Massones, Madrid 1752 und öfter
  - Deutsche Übersetzung: Schildwache gegen die Freymaurer 1785, Das verabscheuungswürdige Institut der Freymaurer, 1786
- Disertacion historico politica, y en mucha parte geografica, de las Islas Filipinas, Madrid 1753
- Chronica de la Seraphica Religion del Glorioso Patriarcha San Francisco de Assis, Rom 1756
- Aparato para la Historia Natural Española. Tomo primera [mehr nicht erschienen]. Madrid 1754 (online bei Google Books; – eine Faksimileausgabe der spanischen paläontologischen Gesellschaft erschien 1994)
  - Deutsche Übersetzung: Des Vaters Josephs Torrubia Vorbereitung zur Naturgeschichte von Spanien : mit 14 Kupfertafeln versehen welche viele Foßilien vorstellen, die in den spanischen Ländern verschiedener Welttheile gefunden werden. Aus dem Spanischen übersetzt, und mit Anmerkungen begleitet, nebst Zusätzen, und Nachrichten, die neueste portugiesische Litteratur betreffend; von Christoph Gottlieb von Murr, J. J. Gebauers Wittwe und Johann Jacob Gebauer, Halle 1773, Internet Archive
- La Gigantologia spagnola vendicata dal M.R.P. Giuseppe Torrubia, Neapel 1760